# Vorarlberger Landeszentrum für Hörgeschädigte

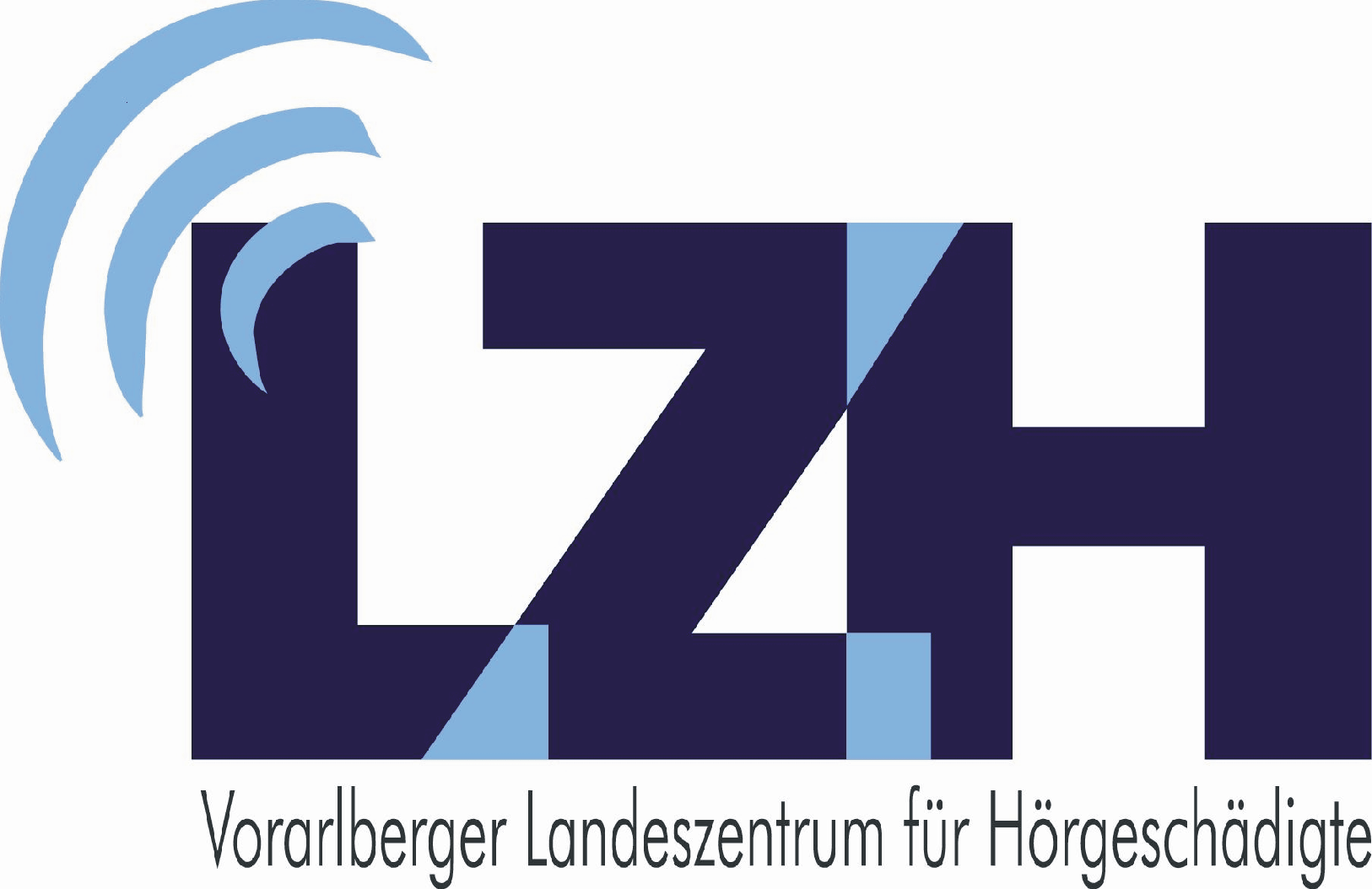
Logo

Das Vorarlberger Landeszentrum für Hörgeschädigte (kurz LZH oder Gehörlosenheim) ist eine Bildungs- und Betreuungseinrichtung für gehörlose und schwerhörige Kinder in Dornbirn.
In Vorarlberg stellt es die größte Einrichtung seiner Art dar.
Neben der Schuleinrichtung umfasst  das LZH ebenfalls eine große Pädagogik-Abteilung und eine Kegelbahn mit Gastronomie.

## Bildung
Der Komplex besteht aus einem Kindergarten und sieben weiterführenden Schulstufen. Schüler sind Menschen mit Behinderung aus Vorarlberg, Liechtenstein, Schweiz und Deutschland.
Angestellt sind etwa 20 Lehrpersonen, mehrere Sekretäre und Teilzeit-Mitarbeiter.

### Kindergarten und Schule
Der Lehrplan an Kindergarten und in den Schulklassen richtet sich nach dem allgemeiner Schulen. Der Schwerpunkt liegt dabei auf dem Lauterwerb durch Kinder und Jugendliche. Derzeit gibt es sieben Klassen, von der ersten bis zur siebten Schulstufe, von denen jede aus vier bis fünf Schülern besteht.
Des Weiteren existiert auch noch eine Berufsvorbereitungsklasse für ältere Schüler.

### Integration
Ebenfalls beschäftigt das Landeszentrum für Hörgeschädigte Lehrpersonen, die Schüler auf höheren Lehranstalten betreuen. Diese Lehrpersonen werden als Integrationslehrer bezeichnet und helfen diesen Schüler(inne)n nahezu in jedem Unterrichtsgegenstand. Das wöchentliche Volumen an Stunden beträgt pro Schüler zwischen 2 und 3 Stunden. Das Vorarlberger Land und das Landeszentrum für Hörgeschädigte übernimmt die anfallenden Kosten.

## Geschichte
Ferdinada Mathis eröffnete die erste Beratungsstelle, die 1966 eröffnet wurde und 1977 wieder geschlossen wurden. Da man in das heutige Heim umgezogen ist. Der Hilfsverein wurde ebenfalls 1977 gegründet. Johannes Mathis übernahm 1986 die Leitung. Der Bereich Früherziehung wurde im April 1989 gegründet. Im September wurden der Kindergarten und die Volksschule gegründet. Von 1990 bis 2003 gab es diverse Erweiterungen.

## Weitere Einrichtungen
Neben den Bildungseinrichtungen existieren auch eine Beratungsstelle und Freizeit und Sporteinrichtungen für Hörgeschädigte.

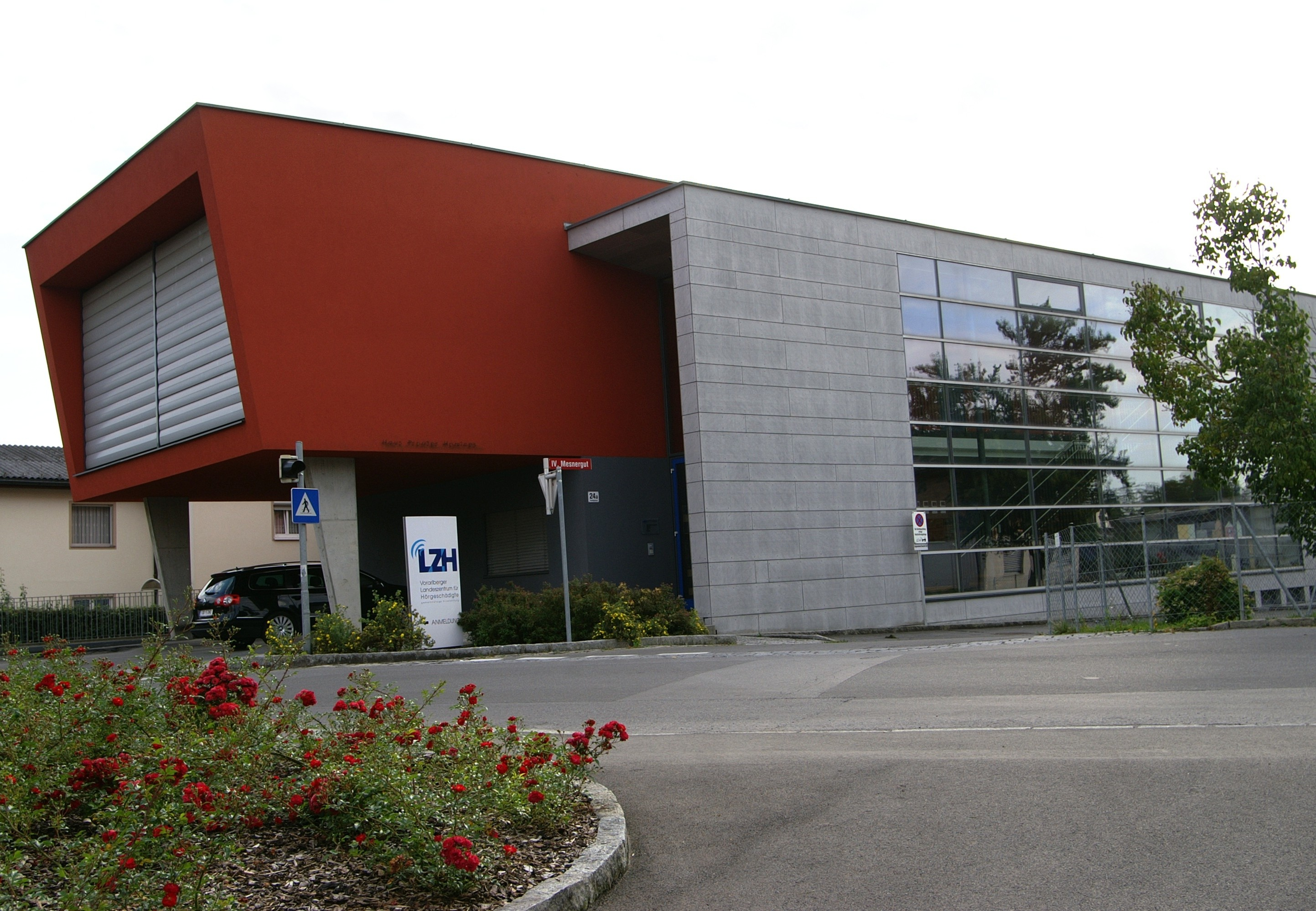
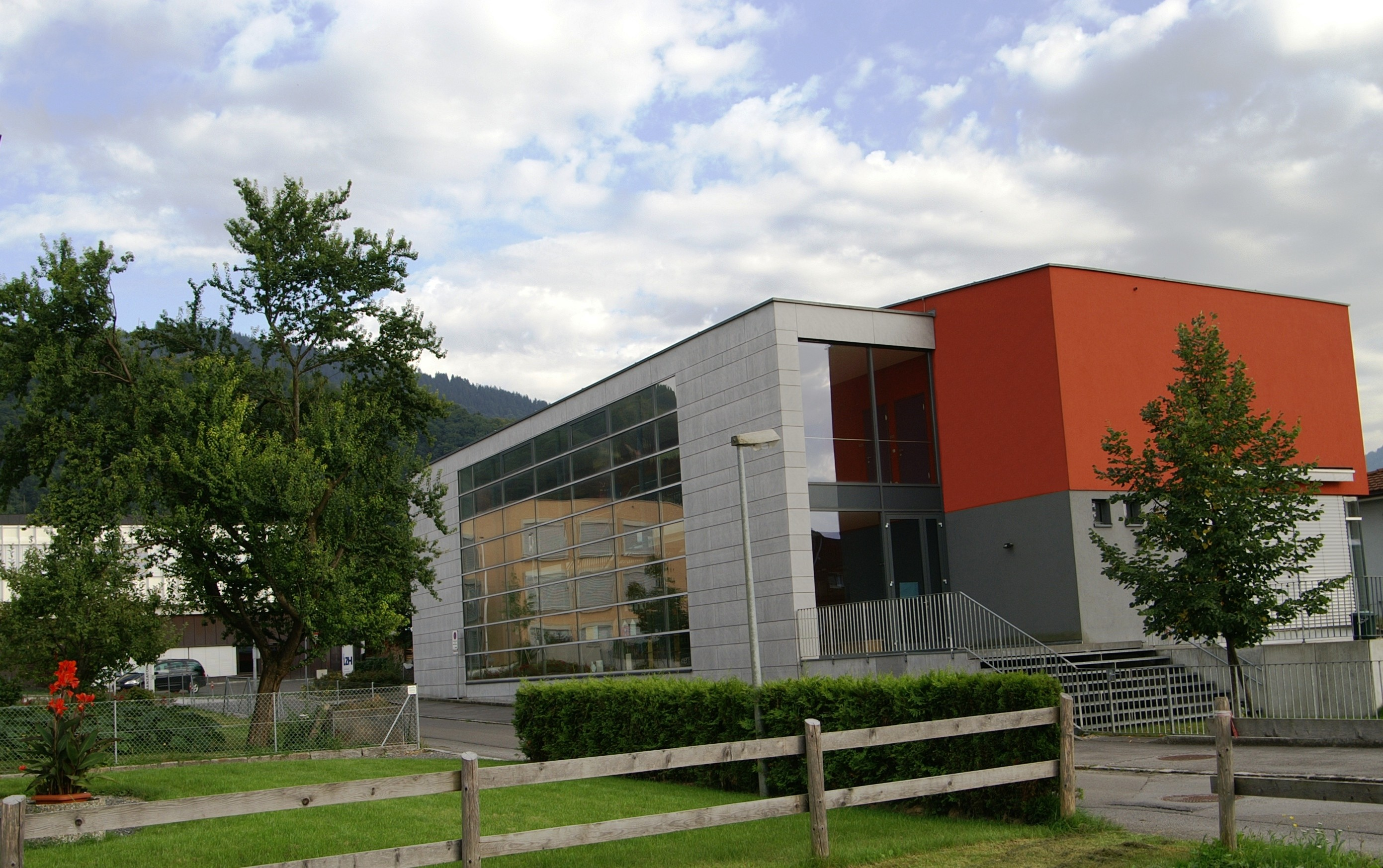
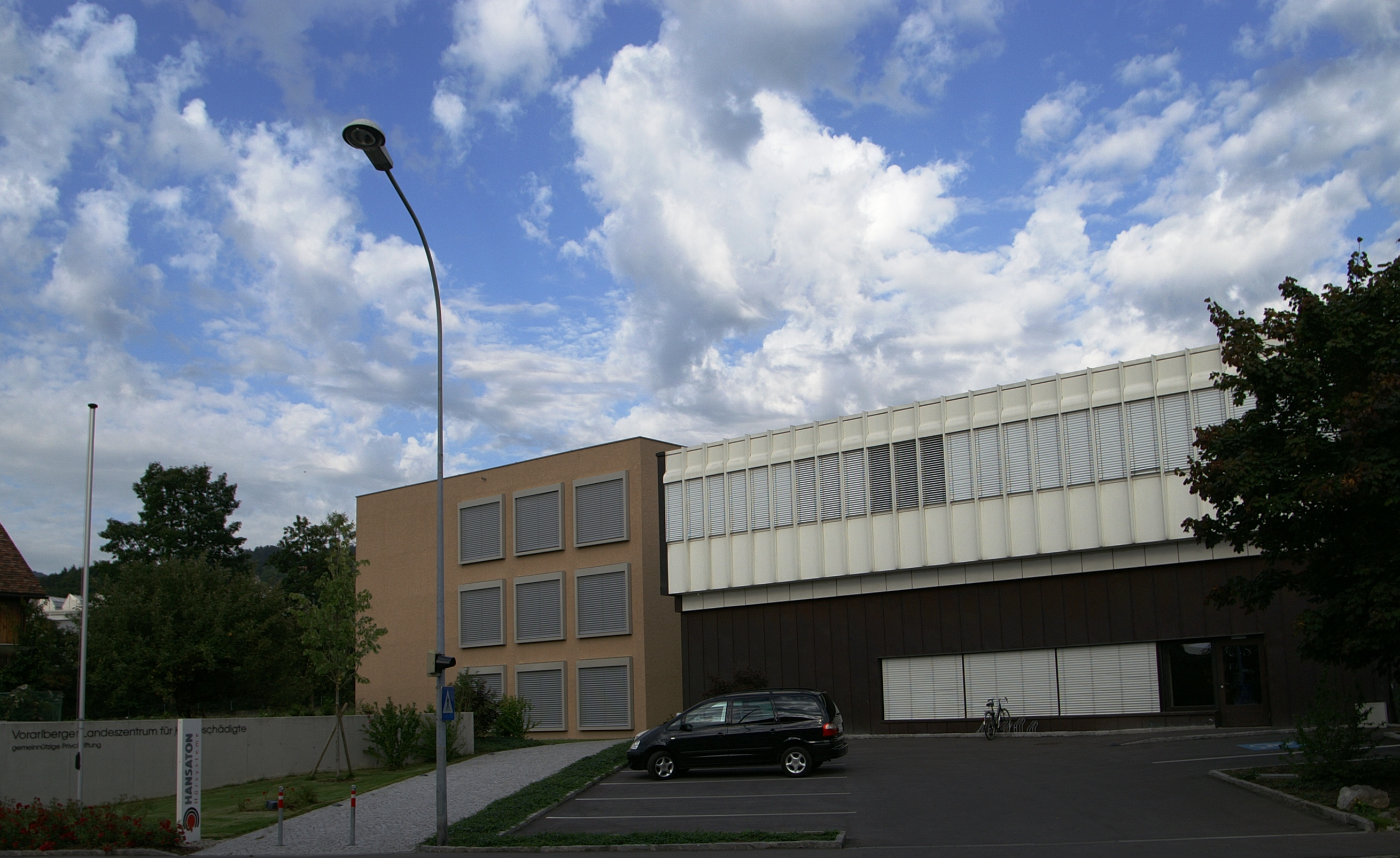